# Nowouzieli
Nowouzieli (ros. Новоузели) – wieś (sieło) w Rosji, w obwodzie orenburskim, w rejonie matwiejewskim. W 2010 liczyła 430 mieszkańców.